# Michel Gouraud
Michel Gouraud ou Marie-Michel Gouraud, né le  10 juin 1905 à Paris et mort le 20 mars 1991 à Versailles, est un général français, notamment connu pour avoir participé au putsch des généraux à Alger en avril 1961.

## Biographie
Fils de Xavier Gouraud (1876-1913), médecin, et d'Hélène Desbuissons (1879-1973), il est le neveu du général Henri Gouraud.
Polytechnicien, il sert d'abord dans l'artillerie. Durant la Seconde Guerre mondiale, alors qu'il sert à l'état-major de la 8e armée, il est fait prisonnier en mai 1940 lors de la bataille de France. Il s'évade trois semaines plus tard. Il est attaché en décembre 1940 à l'état-major de l'armée. Après la dissolution de l'armée d'armistice, il rejoint les Forces françaises de l'intérieur (FFI) d'Auvergne, puis à la libération la 10e division d'infanterie (10e DI) du général Pierre Billotte en décembre 1944.
Après la guerre, il est sous-chef d'état-major de l'armée en juin 1952 puis en 1954 adjoint au commandant de la 8e division d'infanterie. En 1955, il commande la 27e division d'infanterie alpine en Algérie. En mai 1957, il est nommé major général de l'Armée de terre et est en même temps durant quelques jours, en mai 1958, chef d'état-major particulier de Pierre de Chevigné, ministre de la défense nationale et des forces armées. En février 1959 il succède au général Pierre Agostini au commandement de la région militaire de Toulouse puis en mars 1960, il succède au général Jean Olié au commandement du corps d'armée de Constantine (ex division de Constantine).
En avril 1961, à la tête de son corps d'armée, il se rallie au putsch des généraux, à Alger, contre le général de Gaulle ce qui lui vaut d'être condamné par le Haut Tribunal militaire à sept ans de détention criminelle. Il est gracié en 1965 par le général de Gaulle et libéré, amnistié en 1968, puis réintégré en 1982 dans le cadre des généraux de réserve,.
Il meurt le 20 mars 1991 à Versailles, à l'âge de quatre-vingt-cinq ans.

## Distinctions
- Commandeur de la Légion d'honneur (19 août 1958)
- Croix de guerre 1939-1945
- Croix de guerre des Théâtres d'opérations extérieurs

### Ouvrages
- Tramor Quemeneur, Article « Général Michel Gouraud » dans Dictionnaire de la guerre d'Algérie, Paris, Robert Laffont, 2023, 1 387 (lire en ligne), p. 402.